# Sylvain Ducange
Sylvain Ducange SDB (ur. 5 kwietnia 1963 w Port-au-Prince, zm. 8 czerwca 2021 w Mirebalais) – haitański duchowny rzymskokatolicki, od 2016 do swojej śmierci w 2021 roku biskup pomocniczy Port-au-Prince.

## Życiorys
Święcenia kapłańskie przyjął 8 lipca 1995 w zgromadzeniu salezjanów. Przez wiele lat pracował w szkołach i placówkach zakonnych, był także radnym i delegatem prowincji haitańskiej. W 2010 wybrany przełożonym tej prowincji.
4 czerwca 2016 otrzymał nominację na biskupa pomocniczego Port-au-Prince oraz na biskupa tytularnego Novae. Sakry biskupiej udzielił mu 27 sierpnia 2016 abp Louis Kébreau.
Zmarł 8 czerwca 2021 w wyniku zakażenia wirusem SARS-CoV-2.